# Mantenimiento de marcha
En horología, un mantenimiento de marcha (o también mantenimiento de energía) es un sistema diseñado para que un reloj mecánico permanezca en funcionamiento mientras se le da cuerda.

## Huygens

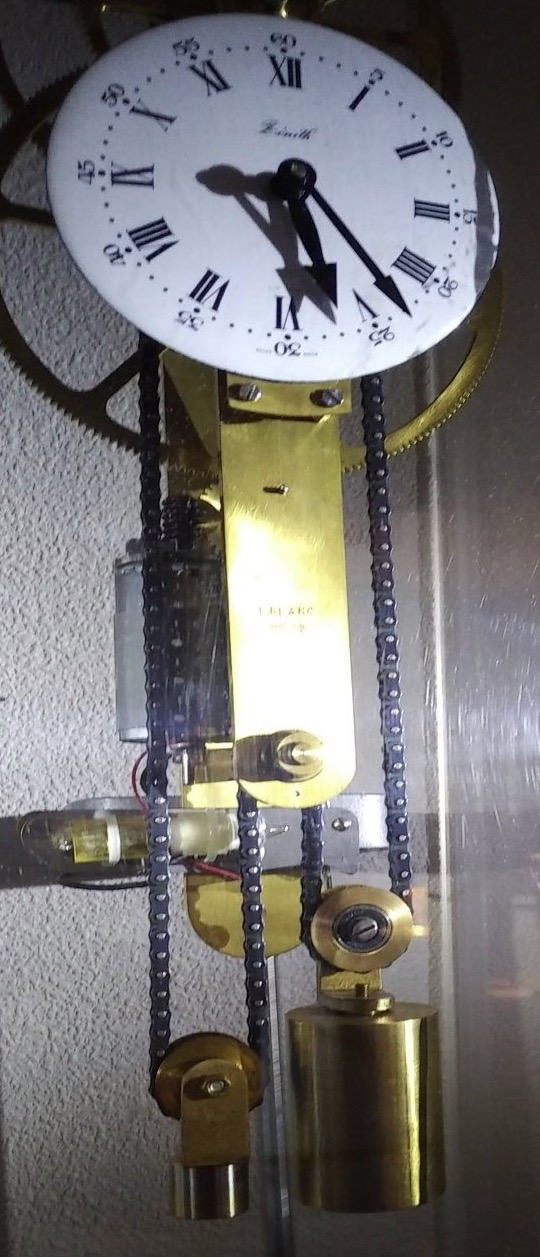
Reloj con un mantenimiento de marcha de Huygens

Christiaan Huygens ya equipó a sus primeros relojes con un ingenioso sistema de mantenimiento de marcha. En este diseño, la pesa que impulsa el reloj se suspende de una polea, y el cordón (o cadena) que soporta su peso, se enrolla alrededor de la rueda motriz principal por un lado y alrededor de la rueda de mantenimiento por otro. A continuación, la cadena desciende desde la rueda de mantenimiento y vuelve a subir hasta la rueda motriz principal a través de una segunda polea, que lleva colgado un pequeño peso tensor que asegura que la cadena permanezca tensa y que encaje bien con la rueda motriz principal y con la rueda de mantenimiento de marcha.
En la primera ilustración, se le acaba de dar cuerda al reloj, por lo que el peso motriz está arriba, y el peso tensor abajo, mientras que un trinquete evita que retroceda la rueda de mantenimiento. El peso motriz tira de la rueda principal en la dirección de la flecha. En la segunda ilustración, el peso motriz ha alcanzado su punto más bajo y el peso tensor ahora está arriba. El reloj necesita que se le dé cuerda de nuevo, haciendo girar en sentido antihorario la rueda de mantenimiento (o bien tirando hacia abajo de la cadena desde el lado izquierdo de la rueda de mantenimiento, haciendo descender el peso tensor), pero durante esta maniobra la rueda principal continúa sometida a la fuerza impulsora del peso motriz, y el reloj no se detiene.
El principio fue aplicado más tarde por el relojero francés Robert Robin, quien automatizó la recarga del accionamiento de un sistema de escape independizado de la impulsión del tren de ruedas del rejoj (en una disposición conocida como remontuar). En este sistema, el peso motriz y el peso tensor se hicieron mucho más pequeños, accionando el mecanismo de escape directamente. El sistema de recarga era accionado por tren de ruedas principal del reloj, con el que se hacía girar la polea de mantenimiento, que a su vez era controlada por una palanca unida al peso tensor, que cuando llegaba a su límite superior, iniciaba el proceso de recarga de marcha. A medida que el peso motriz ascendía, el peso tensor bajaba, y detenía el rebobinado al alcanzar la parte inferior de su recorrido.

## Cerrojo y contraventana
Este es un tipo de mantenimiento de marcha que debe activarse antes del inicio de la operación de dar cuerda. Consiste en un brazo con un contrapeso (perno) dotado con un trinquete en el extremo, que se acopla con el borde de la primera rueda para mantenerla girando mientras se enrolla el peso o el resorte. Para asegurarse de que siempre es activado, el orificio en la esfera a través del que se da cuerda al reloj está tapado con un obturador que se puede retirar presionando hacia abajo de una palanca situada a un costado del reloj. Esta palanca también activa el cerrojo. A veces se utiliza un tipo similar de mecanismo en los relojes de campanario. Debido a que se tarda mucho más en darles cuerda, y que generalmente esta operación la realiza personal capacitado, el perno lleva un segmento de rueda dentada que se acopla manualmente, en lugar de un solo trinquete.

## Harrison
John Harrison inventó una forma de mantener la energía a mediados de la década de 1720. Sus relojes de la época usaban un escape saltamontes que funcionaba mal si no se mantenía en marcha continuamente, incluso cuando se estaba dando cuerda el reloj. En esencia, el sistema de mantenimiento de marcha consiste en un disco situado entre el tambor impulsor del reloj y la rueda principal. El tambor impulsa el disco, y un resorte unido al disco impulsa la rueda principal. El resorte se diseña para que sea ligeramente más débil que el tambor impulsor, por lo que en funcionamiento normal está completamente comprimido.
Cuando se pierde la presión del tambor principal al dar cuerda al reloj, los dientes situados en el borde del disco se enganchan en un trinquete, y evitan que gire hacia atrás. El resorte continúa impulsando la rueda principal hacia adelante con una fuerza ligeramente menor que la normal. Cuando termina la operación de bobinar el resorte, el tambor impulsa el disco hacia adelante, volviendo a comprimir el resorte de mantenimiento listo para su próximo uso. Todo el mecanismo es completamente automático en su funcionamiento, y se convirtió en una de las contribuciones duraderas de Harrison a la relojería.